# 척주옆굽음증
척주옆굽음증(영어: scoliosis) 또는 척주측만증은 척주가 정면으로 봤을 때 옆으로 굽어진 병을 말한다.

## 원인과 증상
85~90%의 대부분 척추 측만증 환자들은 그 발생 원인을 찾을 수 없으며, 이러한 경우를 특발성 척추 측만증이라고 통칭한다.
가장 흔한 환자들인 청소년기의 특발성 척추 측만증 환자들은 별다른 증상이나 통증을 찾아볼수 없으며, 보통 척추의 기형만 관찰된다. 양쪽 유방의 크기도 달라지며, 등쪽에서 보면, 갈비뼈와 견갑골이 한쪽만 유난히 튀어나옴을 확인할 수 있다. 아주 드물게 증상이 존재하는 경우, 요통이 흔하다. 보통 이러한 경우에는, 퇴행성 관절염과는 큰 연관성이 없다. 하지만 만곡의 각도가 80도 이상인 심한 척추측만증 환자들은 여러 가지 폐질환과 호흡곤란이 발생할 수 있다.

## 치료
자기공명영상을 이용하여 척추 뼈 내의 척추 신경에 이상이 있는지 관찰하며, 그에 따른 적절한 치료를 한다. 경우에 따라 보조기를 착용하기도 하다. 또 재활치료나 도수치료 등이 치료에 쓰인다. 다만 이는 꾸준히 받아야 하며 평생 관리를 해야 한다. 만일 관리를 안 하게 되면 다시 휘게 된다.

운동으로는 양쪽 팔을 움직여 척추 기립근을 자극하는 운동을 해야 한다. 대표적으로 수영, 복싱이 있다.

이 중에서 수영이 제일 효과적이다. 왜냐하면 물속에는 부력이 있기 때문이다. 척추측만증이 있을 경우 중력은 척추한테 매우 치명적인 악영향을 끼친다. 인간의 생활은 하루를 거의 대부분 앉아서 보내기 때문에 척추에 무리가 많이 가기 때문에 만곡이 더욱 진행될 수도 있다. 부력은 중력과 대항하는 것이기에 물속은 무중력 상태와 마찬가지이다. 척추측만증은 무중력 상태일 때 많이 펴지기 때문에 수영을 하게 되면 척추측만증 교정과 재활에 큰 효과를 볼 수 있다.
즉 누워 있으면 등을 제외한 척추 자체는 중력 영향을 거의 안 받기 때문에 척추가 일시적으로 펴지기도 한다. 아래 사진은 누워 있을 때와 서 있을 때의 척추측만증을 X-ray로 촬영하여 비교한 것이다.
아래 사진은 현재 이 글을 편집하는 kdm0503의 척추이다. 많은 사람에게 정보를 공유하기 위해, 미리 조기에 방지하기 위해 내 척추측만증 사진을 첨부한다.

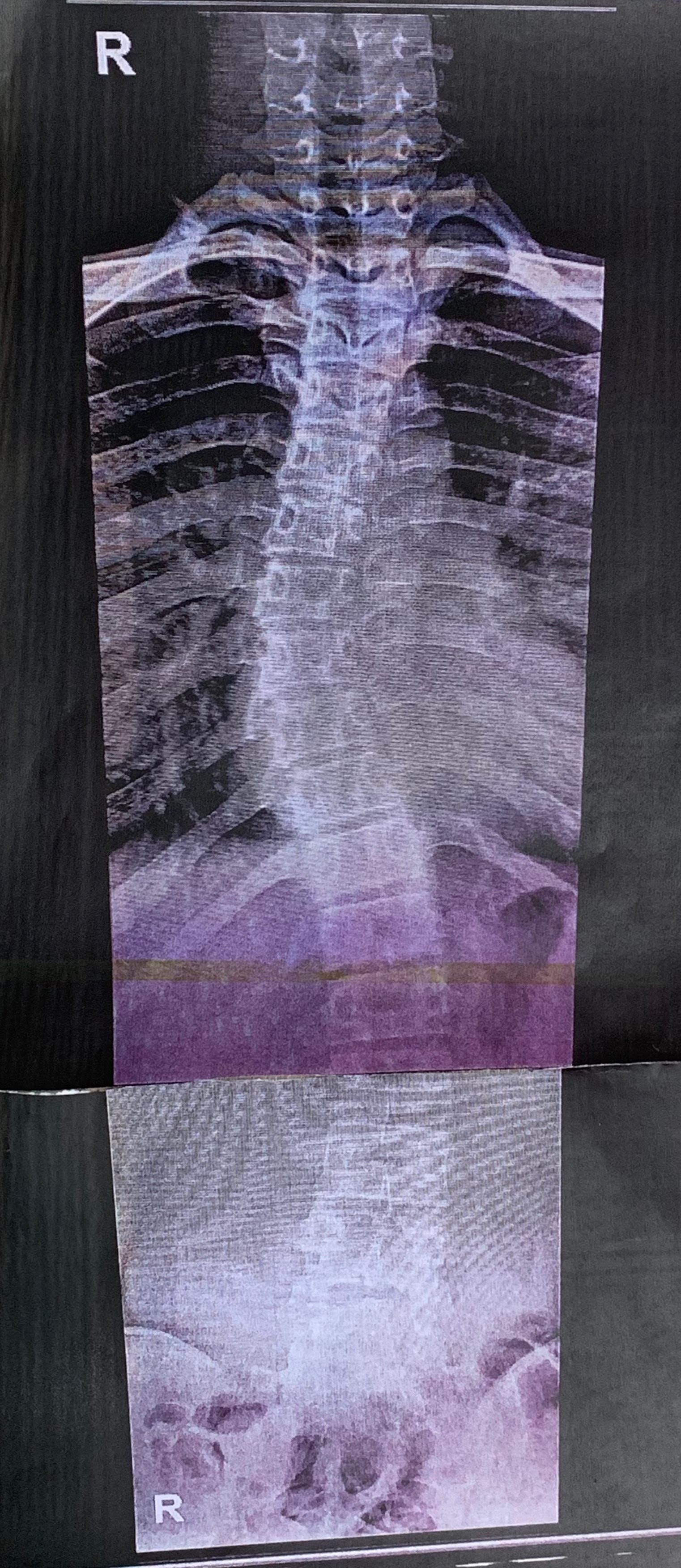
서 있을 때 척추이다. 중력 영향을 받아 척추가 누워 있을 때 보다 매우 크게 휘어졌다.

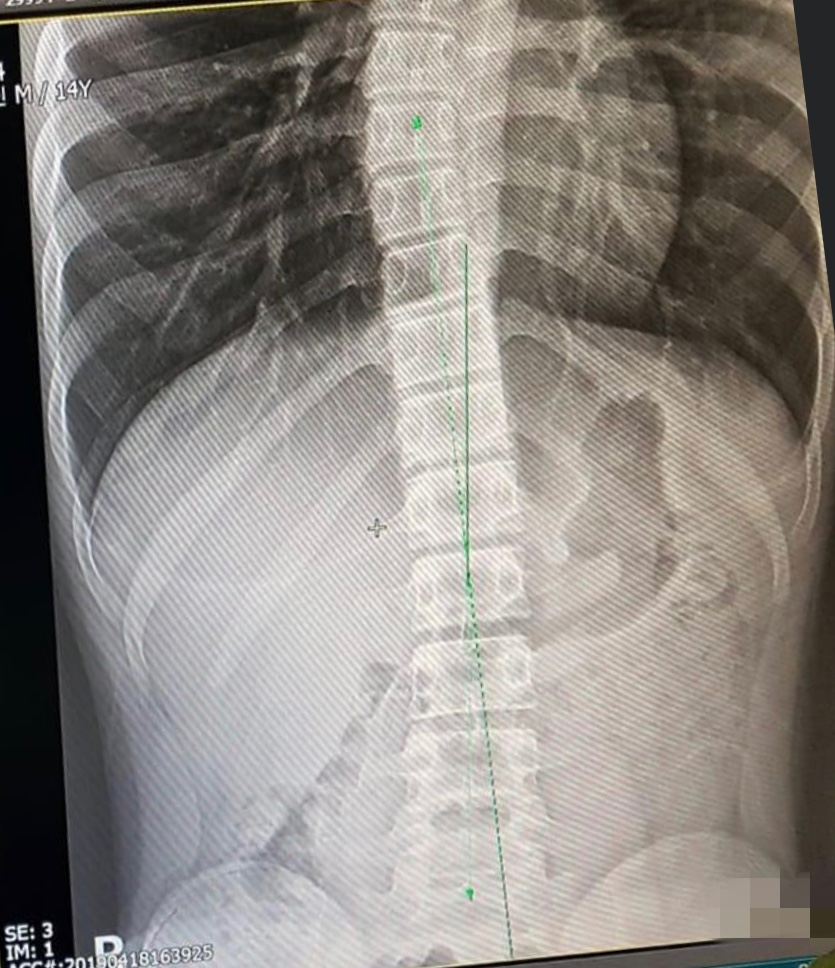
누워 있을 때의 척추이다. 중력 영향을 받지 않아 눈에 띄게 만곡이 줄었다.

## 교정 후 키 변화
척추측만증을 교정하면 평균 1°당 0.221cm 정도가 교정 된다고 한다. 예를 들어 척추측만증이 21°정도 휘었으면 이를 100% 완벽하게 교정할 시 4.66cm 정도 숨은 키를 찾을 수 있는 것이다. 다만 이건 평균 값이고 사람마다 다르기에 이보다 더 크게 교정되거나 더 작게 교정될 수도 있다.
또 예를 들어 21°에서 0°로 만곡을 완벽하게 교정하면 4.66cm를 복구할 수 있다는 소리이지 실제로 척추측만증이 완치가 되면 애초에 '특발성 척추측만증'이라는 개념은 존재할 수가 없다. 그래서 보통 범주가 1~3cm 이유도 완벽하게 교정이 불가능 하기 때문이다.
1°= 0.221cm

## 척추측만증이 더 진행될 확률 구하는 법
작성중

## 같이 보기
- 척추후만증(Kyphosis)